# Moeraspendelvlieg
De moeraspendelvlieg (Helophilus hybridus) is een vliegensoort uit de familie van de zweefvliegen (Syrphidae). De wetenschappelijke naam van deze pendelvlieg is voor het eerst geldig gepubliceerd in 1846 door Loew.